# Gálvölgyi Show
A Gálvölgyi Show szórakoztató műsorsorozat, melynek írója, főszereplője és műsorvezetője Gálvölgyi János színművész volt. A műsor rövid jeleneteket, vicceket és paródiákat tartalmazott. Tematikájára jellemző a különböző televíziós műsorok, reklámok, a mindennapi életben előforduló fonákságok kigúnyolása, de számos egyéb témát is feldolgozott.

## Története
A műsort 1988. január 1-jén, 0 óra 5 perckor, a Szeszélyes évszakok stábjával kezdte sugározni a MTV, 1990-ig futott eredeti címén.
1991-től 1994-ig Új Gálvölgyi Show címmel vetítették, 10 adáson át (plusz egy 11. válogatás adással). 1994 és 1995 szilveszterén Gálvölgyi szubjektív címmel vetítették, majd 1996-ban egy tematikus adással tért vissza, amelyben az akkoriban Taszáron állomásozó amerikai hadsereg volt a téma (Jó reggelt, Taszár!). Ezután a legutolsó MTV-s adás 1996 szilveszterére készült el, Gálvölgyi ekszkluzív címen (az Exkluzív c. műsor paródiájaként).
1998 szilveszterén átkerült az RTL Klubra. 2010 végéig megszakítás nélkül, minden hónapban futott. 1999-ben és 2004-ben szilveszteri válogatás adások is készültek. 2011-ben még készült három adás, majd a csatorna új adásokra már nem tartott igényt, így a műsor 2012-ben megszűnt.
2015. szeptember 5-én a műsor egy speciális különkiadással tért vissza egy alkalomra a képernyőre Gálvölgyi Show – Avagy játszd újra, János! címmel. A műsor különkiadása azonban negatív kritikákat kapott.
2018 májusában a színész 70. születésnapján a Madách Színházban rendezett ünnepségen beszélt arról, hogy többet már nem lesz Gálvölgyi Show.

## Ismétlések
A show régi adásait az RTL egyik társcsatornája, a Prizma TV azaz az RTL+ (mai nevén RTL Három) ismételte. 2012. november 5-től az RTL is elkezdte a régi felvételeket újra vetíteni hétköznap délutánonként, a hajnali órákban láthatóak voltak az ismétlések, ezenkívül 2015-től az M3 csatorna ismételte az MTV által készített adásokat. A műsor 31 adása elérhető volt az RTL+-on is. 2023. május 26-án a színész 75. születésnapja alkalmából az RTL Gold is sugározta a műsort 8 adás erejéig.